# ヘキサナール
ヘキサナール（英: Hexanal）は鎖状脂肪族アルデヒドの一種で、化学式C6H12Oで表される。ヘキシルアルデヒドやカプロンアルデヒドとも呼ばれ、ダイズや草などの青臭さの原因物質である。

## 生成
脂肪酸の酸化により生じる。ダイズを例にとると、リノール酸がリポキシゲナーゼによってリノール酸13-ヒドロペルオキシドに変換され、ヒドロペルオキシドリアーゼによってn-ヘキサナールとなる。さらにn-ヘキサナールはアルデヒドデヒドロゲナーゼにより、カプロン酸へと変換する
。リンゴジュースやオレンジジュース、オリーブオイルなどでも生じることがある。食品では不快臭となるため発生を抑えることが望ましく、リポキシゲナーゼを吸着除去したり煮沸して失活させるなどの対策がとられる。工業的には1-ペンテンをヒドロホルミル化してヘキサナールを得、さらに水素化して可塑剤原料の1-ヘキサノールを製造することがある。

## 用途
食品用香料や、建材の防腐剤として使用される。

## 性質
酸化されやすく、わずかな酸の存在下で重合しやすい傾向がある。

## 安全性
吸入や皮膚からの吸収により、健康に被害を生じる。目、呼吸器、皮膚に刺激性がある。消防法に定める第4類危険物 第2石油類に該当する。